# Pietro II di Trani
Pietro II di Trani, talvolta Pietrone (in francese Pierron; in latino Petronius; ... – Durazzo, 1081), fu il terzo conte italo-normanno di Trani.
Ultimogenito di Pietro I, i suoi fratelli maggiori erano Amico e Goffredo.

## Biografia
Pietro II aveva coltivato buoni rapporti con il suo signore Drogone, conte di Puglia, il quale era stato però nemico del padre. Pietro continuò a proseguire i tentativi del padre di assicurarsi Trani, al momento della morte di quest'ultimo possedimento dell'impero bizantino. Pietro II rafforzò inoltre le fortificazioni di Bisceglie, edificando diverse torri. Nel 1073, avviò i lavori di costruzione della Cattedrale di Bisceglie (terminata nel 1295), dedicata al suo omonimo, San Pietro.
Nel 1054 Pietro si impossessò infine di Trani, così come di Canosa e di «altre città» dominate dai Saraceni, come attesta la Cronaca Cavese. Nel 1057 iniziò a stringere stretti contatti con i normanni delusi dall'ascesa di Roberto il Guiscardo dopo la morte del conte Umfredo, i cui giovani figli, Abelardo ed Ermanno, furono praticamente esautorati. Secondo Guglielmo di Puglia, Pietro iniziò a rafforzare le mura di Trani e a preparare la città a resistere a un attacco. Nel 1059, legiferò nel suo nuovo principato e continuò a esercitare la sua autorità per diversi anni. Nel 1068, Trani finì nelle mani del fratello di Pietro, Goffredo, che era fedele al Guiscardo. Goffredo morì più tardi quell'anno e Pietro tornò al potere, portando ancora avanti la sua lotta contro Guiscardo. Pietro agì anche come reggente del principato di Taranto per il giovane figlio di Goffredo, Riccardo.
Pietro cercò allora l'appoggio dell'imperatore bizantino Michele VII Ducas, che lo nominò suo vassallo e gli concesse il titolo di vestes. Nel 1077 un presbitero locale, Maraldo, donò una casa alla chiesa di San Eustachio a Corato alla presenza di Erberto, Goffredo e Guarino, che testimoniarono la carta come "vassalli fedeli" (fideles) dell'imperialis vestis et comitis normannorum ("vestes imperiali e conte dei Normanni"). Durante un incontro tra i comandanti normanni a Melfi del 1072, Pietro rifiutò di riconoscere la supremazia del Guiscardo come duca di Puglia, allora impegnato in una campagna nell'Emirato di Sicilia. Secondo Amato di Montecassino, Pietro riconobbe invece l'autorità di Riccardo I di Capua e il suo esempio fu seguito da Abelardo, figlio di Umfredo, e un nobile di nome Roberto Arenga, i quali si unirono a quest'ala ostile al Guiscardo. Nella guerra che ne seguì, collocata da Amato prima del ritorno del Guiscardo dalla Sicilia e che Guglielmo fa invece risalire a dopo il suo ritorno, Pietro, assieme al fratello di Abelardo, Ermanno, espugnò i castelli del duca in Puglia e devastò le sue terre, raccogliendo un ingente bottino. Abelardo e Roberto, infeudati in Calabria, eseguirono delle razzie nelle terre del Guiscardo, mentre Riccardo presidiava Canne.
Dopo il ritorno del Guiscardo dalla Sicilia (secondo Amato), egli pose immediatamente l'assedio a Trani, che si arrese per volontà dei cittadini in meno di un mese, il 2 febbraio 1073. Pietro fu costretto all'esilio dapprima a Corato, che Roberto il Guiscardo assediò costruendo dei fossati, torri d'assedio, trabucchi e altre macchine da guerra impiegate a Trani. Quando Pietro ed Ermanno cercarono di intercettare le macchine che procedevano verso Trani per distruggerli, furono accolti dal cognato del Guiscardo, Guido di Sorrento, duca di Sorrento, che li imprigionò, Ermanno a Rapolla, Pietro a Trani. Quando Riccardo lasciò Canne alla volta di Capua, il Guiscardo marciò contro le sue città, prendendo Andria dopo un breve assedio e costringendo alla resa Cisternino, dove fece legare Pietro a un paravento di legno esponendolo in modo che i difensori, i quali erano suoi vassalli, non potessero contrattaccare senza ferirlo o ucciderlo. Su insistenza di Pietro, si arresero.
Pietro fu poi liberato e costretto a prestare giuramento di fedeltà al Guiscardo e a promettere di combattere al suo servizio. La sua contea, tranne Trani, gli fu restituita a condizione che guidasse una spedizione nei Balcani (1073). A differenza della spedizione tentata dal fratello di Pietro, Goffredo, contro le terre bizantine nei Balcani, questa campagna fu diretta contro le terre della Dalmazia del regno di Croazia. Il cugino di Pietro, Amico, figlio di Gualtiero di Lesina, attaccò Arbe il 14 aprile e prese Cherso il 9 maggio, facendo prigioniero il re croato Pietro Krešimir IV.  Il re fu riscattato per una grossa somma dal vescovo di Cherso e morì poco dopo, venendo sepolto nella chiesa di Santo Stefano nella fortezza di Clissa.
Nel 1080 Pietro tornò di nuovo in controllo di Trani e scatenò un'ennesima ribellione. Roberto il Guiscardo lasciò che l'assedio fosse condotto da sua moglie, Sichelgaita, con alcuni rinforzi baresi, mentre lui assediava Taranto, che Pietro aveva governato per conto del nipote, via terra e via mare. Pietro fu costretto ad arrendersi e a chiedere di nuovo perdono. Morì nel 1081 in Epiro mentre stava combattendo i bizantini nel corso della spedizione condotta dal Guiscardo contro Durazzo.